# Ptychoglossus plicatus
Espèce
Synonymes
- Alopoglossus plicatus Taylor, 1949

Statut de conservation UICN

 LC  : Préoccupation mineure
Ptychoglossus plicatus est une espèce de sauriens de la famille des Gymnophthalmidae.

## Répartition
Cette espèce se rencontre au Costa Rica, au Panama et dans le nord-ouest de la Colombie entre 35 et 1 890 m d'altitude..

## Publication originale
- Taylor, 1949 : Two new teiid lizards from Costa Rica. Kansas University science bulletin, vol. 33, no 5, p. 271-278 (texte intégral).